# Juhász Gréta
Juhász Gréta (Tatabánya, 2002. március 16. –) Európa-bajnoki bronzérmes magyar válogatott kézilabdázó, balátlövő, a Vác játékosa.

## Pályafutása

### Klubcsapatokban
Juhász Gréta Mezőtúron, majd Orosházán kezdett kézilabdázni. A felnőtt mezőnyben először 2017-ben lépett pályára, 15 évesen a NEKA U21-es csapatával NB II-es bajnokin. Egy évvel később már az NB I/B-ben is szerepet kapott. 2020-ban tagja volt a NEKA másodosztályú bajnokcsapatának, így a 2020–2021-es szezonban a balatonboglári csapattal az élvonalban játszhatott. Első NB1-es szezonjában 34 gólt ért el. Csapata kiesett ugyan az első osztályból, de Juhászt leszerződtette a bajnokságban kilencedik helyén végzett Kisvárdai KC. A 2022–2023-as szezonban csapata második legeredményesebb góllövője lett 83 góljával, egy évvel később 92 találatot ért el a bajnokságban. 2024-ben igazolt az Európa-ligában is szereplő Váci NKSE csapatához.

### A válogatottban
2021-ben megnyerte a junior Európa-bajnokságot, majd 2022-ben ezüstérmet nyert a junior világbajnokságon.
A felnőtt válogatottban 2023 áprilisában az Izland elleni világbajnoki selejtező mérkőzésen mutatkozott be. Decemberben bekerült a világbajnokságra utazó keretbe. A részben hazai rendezésű 2024-es Európa-bajnokságon az utolsó középdöntő mérkőzés előtt került be a keretbe. A magyar csapat végül 3. helyen zárta a kontinenstornát, 12 év utá először szerezve érmet Európa-bajnokságon.

## Sikerei, díjai
- Junior Európa-bajnok: 2021
- Junior világbajnoki ezüstérmes: 2022